# Tábor, Pacov, Kamenice atd. (volební obvod Říšské rady)
Tábor, Pacov, Kamenice atd. byl volební obvod pro volby do Poslanecké sněmovny Říšské rady. Volili v něm občané měst Tábor, Pacov, Kamenice nad Lipou, Pelhřimov, Německý Brod, Polná, Humpolec a Přibyslav. Volební obvod byl zřízen při zavedení přímé volby Říšské rady v roce 1873 a zanikl s uzákoněním všeobecného volebního práva v Předlitavsku roku 1907.

## Charakteristika obvodu
| Rok          | 1879  | 1885  | 1901  |
| ------------ | ----- | ----- | ----- |
| Počet voličů | 1 626 | 2 713 | 3 151 |

V rámci kuriového volebního systému se jednalo o kurii měst a průmyslových míst. Volební právo bylo omezeno daňovým cenzem, který požadoval minimální roční odvod na přímých daních (po reformě v roce 1882 ve výši 5 zlatých). Roku 1901 bylo k volbě oprávněno necelých 10 % občanského obyvatelstva volebního obvodu.
Politicky obvod jasně podporoval české národní aspirace a čeští kandidáti zde vítězili s velkou většinou hlasů. V prvním desetiletí dominovala staročeská Národní strana. Ta od osmdesátých let 19. století čelila silné konkurenci mladočeské strany. Staročeši zde nicméně zvítězili i ve volbách 1891, kdy ve všech ostatních obvodech prohráli s mladočechy. V letech 1897 a 1901 už ale Národní strana ani nepostavila kandidáty a přes 90 % hlasů získali mladočeši. Sociálně demokratičtí kandidáti byli schopni získat pouze jednotky procent hlasů.

## Poslanci
| Poslanec | Poslanec         | Strana    | Volby      |
| -------- | ---------------- | --------- | ---------- |
|          | Miroslav Tyrš    | staročeši | 1873       |
|          | Emanuel Kletečka | staročeši | 1879       |
|          | Karel Dostál     | staročeši | 1882 dopl. |
| 1885     | Karel Dostál     | staročeši |            |
| 1891     | Karel Dostál     | staročeši |            |
|          | Josef Karlík     | mladočeši | 1897       |
|          | Karel Kramář     | mladočeši | 1901       |

## Volby

### Volby 1873
V prvních přímých volbách do Říšské rady postavila Národní strana jako kandidáta v táborském obvodě kunsthistorika a spoluzakladatele Sokola Miroslava Tyrše. Ve volbách neměl vážnou konkurenci, postavil se mu pouze vládní kandidát a c. k. rada zemského soudu v Táboře Bedřich Pokorný.
| Parlamentní volby 1873 |                                |                                |             |             |             |
| Kandidát               | Kandidát                       | Strana                         | První volba | První volba | První volba |
| Kandidát               | Kandidát                       | Strana                         | Hlasy       | %           | ±%          |
|                        | Miroslav Tyrš                  | Staročeši                      | 647         | 89,6        |             |
|                        | Bedřich Pokorný                | ústavověrný                    | 72          | 10,0        |             |
|                        | roztříštěné hlasy              | roztříštěné hlasy              | 3           | 0,4         |             |
| neplatné hlasy         | neplatné hlasy                 | neplatné hlasy                 | 4           | 0,6         |             |
| Celkem/účast           | Celkem/účast                   | Celkem/účast                   | 726         |             |             |
|                        | Staročeši získali (nový obvod) | Staročeši získali (nový obvod) | ±           |             |             |

### Volby 1879
V roce 1879 Emanuel Kletečka mandát obhajoval jako kandidát státoprávního klubu (Národní strana a Národní strana svobodomyslná). Opět se mu postavil ústavověrný kandidát a c. k. rada zemského soudu v Táboře Bedřich Pokorný a nově profesor Jan Krejčí jako samostatný kandidát. Kletečka zvítězil velkou většinou, 7 hlasů také směřovalo pro starostu Tábora Morice Schöneho.
| Parlamentní volby 1879 |                    |                    |             |             |             |
| Kandidát               | Kandidát           | Strana             | První volba | První volba | První volba |
| Kandidát               | Kandidát           | Strana             | Hlasy       | %           | ±%          |
|                        | Emanuel Kletečka   | Staročeši          | 685         | 73,7        | -15,9       |
|                        | Bedřich Pokorný    | ústavověrný        | 149         | 16,0        | +6,0        |
|                        | Jan Krejčí         | nezávislý          | 88          | 9,5         |             |
|                        | Moric Schöne       | Staročeši          | 7           | 0,8         |             |
| neplatné hlasy         | neplatné hlasy     | neplatné hlasy     | 10          | 1,1         |             |
| Celkem/účast           | Celkem/účast       | Celkem/účast       | 939         | 57,7        |             |
|                        | Staročeši obhájili | Staročeši obhájili | ±           |             |             |

### Doplňovací volby 1882
Po rezignaci Emanuela Kletečky byl na jeho místo bez protikandidáta zvolen vídeňský advokát Karel Dostál.
| Doplňovací volby do Říšské rady 1882 |                    |                    |             |             |             |
| Kandidát                             | Kandidát           | Strana             | První volba | První volba | První volba |
| Kandidát                             | Kandidát           | Strana             | Hlasy       | %           | ±%          |
|                                      | Karel Dostál       | Staročeši          | 868         | 97,4        | +23,7       |
|                                      | roztříštěné hlasy  | roztříštěné hlasy  | 23          | 2,6         |             |
| neplatné hlasy                       | neplatné hlasy     | neplatné hlasy     | 2           | 0,2         |             |
| Celkem/účast                         | Celkem/účast       | Celkem/účast       | 893         |             |             |
|                                      | Staročeši obhájili | Staročeši obhájili | ±           |             |             |

### Volby 1885
Volby v roce 1885 se konaly po Taafeho volební reformě z roku 1882, která významně rozšířila volební právo. V táborském obvodě mandát obhájil staročeský poslanec Karel Dostál, ale jen s malým náskokem před mladočeským kandidátem, jihlavským advokátem Karlem Malátem.
| Parlamentní volby 1885 |                    |                    |             |             |             |
| Kandidát               | Kandidát           | Strana             | První volba | První volba | První volba |
| Kandidát               | Kandidát           | Strana             | Hlasy       | %           | ±%          |
|                        | Karel Dostál       | Staročeši          | 1 090       | 54,6        | -42,8       |
|                        | Karel Malát        | Mladočeši          | 906         | 45,4        |             |
| neplatné hlasy         | neplatné hlasy     | neplatné hlasy     | 22          | 1,1         |             |
| Celkem/účast           | Celkem/účast       | Celkem/účast       | 2 018       | 74,0        |             |
|                        | Staročeši obhájili | Staročeši obhájili | ±           |             |             |

### Volby 1891
V březnu 1891 se s ještě těsnějším výsledkem opakoval souboj z roku 1885, přičemž staročech Dostál mandát obhájil pouze o 31 hlasů. Táborský obvod byl jediný, kde ve volbách 1891 vyhrál staročeský kandidát.
| Parlamentní volby 1891 |                    |                    |             |             |             |
| Kandidát               | Kandidát           | Strana             | První volba | První volba | První volba |
| Kandidát               | Kandidát           | Strana             | Hlasy       | %           | ±%          |
|                        | Karel Dostál       | Staročeši          | 1 020       | 50,8        | -3,8        |
|                        | Josef Brdlík       | Mladočeši          | 989         | 49,2        | +3,8        |
| neplatné hlasy         | neplatné hlasy     | neplatné hlasy     | 6           | 0,3         |             |
| Celkem/účast           | Celkem/účast       | Celkem/účast       | 2 015       |             |             |
|                        | Staročeši obhájili | Staročeši obhájili | ±           |             |             |

### Volby 1897
Roku 1901 už staročeská strana kandidáta nepostavila a poslancem se stal člen Národní strany svobodomyslné a statkář z Blovic Josef Karlík. Získal přes 90 % hlasů; zbytek obdržel sociální demokrat Václav Šturc, předseda Křesťansko-sociální strany v Čechách Rudolf Horský a řada místních kandidátů.
| Parlamentní volby 1897 |                                 |                                 |             |             |             |
| Kandidát               | Kandidát                        | Strana                          | První volba | První volba | První volba |
| Kandidát               | Kandidát                        | Strana                          | Hlasy       | %           | ±%          |
|                        | Josef Karlík                    | Mladočeši                       | 1 419       | 93,5        | +44,3       |
|                        | Václav Šturc                    | Sociální demokraté              | 17          | 1,1         |             |
|                        | Rudolf Horský                   | Křesťanští sociálové            | 6           | 0,4         |             |
|                        | roztříštěné hlasy               | roztříštěné hlasy               | 75          | 4,9         |             |
| neplatné hlasy         |                                 |                                 |             |             |             |
| Celkem/účast           | Celkem/účast                    | Celkem/účast                    | 1 517       |             |             |
|                        | Mladočeši získali od staročechů | Mladočeši získali od staročechů | ±           |             |             |

### Volby 1901
Roku 1901 dosavadní poslanec Karlík mandát neobhajoval; místo něj kandidoval předseda Národní strany svobodomyslné a majitel továrny v Libštátě Karel Kramář. Dále kandidovali sociální demokrat a redaktor v Praze František Toužil a za Státoprávně radikální stranu spisovatel a redaktor z Vídně Jan Janča. Kramář volbu vyhrál se suverénní většinou.
| Parlamentní volby 1901 |                    |                    |             |             |             |
| Kandidát               | Kandidát           | Strana             | První volba | První volba | První volba |
| Kandidát               | Kandidát           | Strana             | Hlasy       | %           | ±%          |
|                        | Karel Kramář       | Mladočeši          | 1 358       | 93,3        | -0,2        |
|                        | František Toužil   | Sociální demokraté | 49          | 3,4         | +2,3        |
|                        | Jan Janča          | Radikálové         | 6           | 0,4         |             |
|                        | roztříštěné hlasy  | roztříštěné hlasy  | 43          | 3,0         |             |
| neplatné hlasy         | neplatné hlasy     | neplatné hlasy     | 10          | 0,7         |             |
| Celkem/účast           | Celkem/účast       | Celkem/účast       | 1 466       | 46,5        |             |
|                        | Mladočeši obhájili | Mladočeši obhájili | ±           |             |             |